# Staatswald Rengering
Koordinaten: 52° 2′ 21″ N, 7° 55′ 15″ O
Das Naturschutzgebiet Staatswald Rengering liegt auf dem Gebiet der Stadt Warendorf im Kreis Warendorf in Nordrhein-Westfalen. Das rund 47,5 ha große Gebiet, das im Jahr 2004 unter der Schlüsselnummer WAF-057 unter Naturschutz gestellt wurde, erstreckt sich nordwestlich der Kernstadt Warendorf und östlich des Kernortes Ostbevern. Nordöstlich des Gebietes verläuft die Landesgrenze zu Niedersachsen, nördlich verläuft die B 51.